# Кінсбург (Нью-Джерсі)
Кінсбург (англ. Keansburg) — місто (англ. borough) в США, в окрузі Монмаут штату Нью-Джерсі. Населення — 9755 осіб (2020).

## Географія
Кінсбург розташований за координатами 40°26′54″ пн. ш. 74°8′45″ зх. д. / 40.44833° пн. ш. 74.14583° зх. д. (40.448279, -74.145823).  За даними Бюро перепису населення США в 2010 році місто мало площу 43,49 км², з яких 2,77 км² — суходіл та 40,72 км² — водойми.

## Демографія
Згідно з переписом 2010 року, у селищі мешкало 10 105 осіб у 3805 домогосподарствах у складі 2407 родин. Було 4318 помешкань
Расовий склад населення:
| - 84,2 % — білих - 6,6 % — чорних або афроамериканців - 1,7 % — азіатів - 0,2 % — корінних американців - 0,1 % — вихідців з тихоокеанських островів - 4,0 % — осіб інших рас |

До двох чи більше рас належало 3,2 %. Частка іспаномовних становила 14,8 % від усіх жителів.
За віковим діапазоном населення розподілялося таким чином: 23,4 % — особи молодші 18 років, 65,7 % — особи у віці 18—64 років, 10,9 % — особи у віці 65 років та старші. Медіана віку мешканця становила 36,8 року. На 100 осіб жіночої статі у селищі припадало 95,6 чоловіків;  на 100 жінок у віці від 18 років та старших — 90,8 чоловіків також старших 18 років.
Середній дохід на одне домашнє господарство  становив 66 886 доларів США (медіана — 47 686), а середній дохід на одну сім'ю — 76 514 долари (медіана — 67 452). За межею бідності перебувало 16,2 % осіб, у тому числі 15,5 % дітей у віці до 18 років та 10,6 % осіб у віці 65 років та старших.
Цивільне працевлаштоване населення становило 4869 осіб. Основні галузі зайнятості: освіта, охорона здоров'я та соціальна допомога — 19,5 %, будівництво — 12,8 %, роздрібна торгівля — 12,5 %.